# 福寧大廈
22°12′06″N 113°32′21″E / 22.2015413°N 113.5390864°E
福寧大廈（葡萄牙語：Edf. Fok Neng），在1960年於澳門落成建築物，位於澳門新橋大纜巷40號。實用面積2,795.38平方米，建築面積3,284.47平方米，樓高為6層。
2010年4月初，土地工務運輸局與土木工程實驗室向該物業進行驗樓，發現長期失修，外牆剝落，除建議小業主聘請專業人員維修及加設臨時支撑外，土地工務運輸局日內將安排土木工程實驗室在大廈安裝測量儀器，定期監測，並會與居民保持緊密溝通，定期向居民提供檢測結果。
2011年5月5日，該物業各業主和當局達成重建協議。
2015年11月，該物業重建完成。